# Сало или стодвадесет дана Содоме
Сало, или сто двадесет дана Содоме (ит. Salò o le 120 giornate di Sodoma) је италијанско-француски хорор филм из 1975. године који је режирао Пјер Паоло Пазолини. Филм представља измењену адаптацију истоименог романа Маркиза де Сада, смештену у фашистичку Италијанску Социјалну Републику знану и као Сало (ит. Salò). Његов главни фокус су четири богата и корумпирана сладострасника који киднапују осамнаест тинејџера и подвргавају их четворомесечној тортури која укључује насиље, садизам, сексуално и ментално мучење. Централне теме филма су политичка корупција, злоупотреба моћи, садизам, перверзност, сексуалност и фашизам. Прича је подељена на четири дела, инспирисаних Дантеовом Божанственом комедијом. Исто тако, она прави омаже делима Езре Паунда, Фридриха Ничеа и Марсела Пруста.
Филм је премијерно приказан 25. новембра 1975. године, на Париском филмском фестивалу, три недеље након Пазолинијевог убиства у Риму. У Италији је био приказиван у биоскопима пре но што је био забрањен 1976. године, а у Сједињеним Америчким Државама је приказан 3. октобра 1977. године. Због својих експлицитних и графичких сцена, филм је био изузетно контроверзан и био је забрањиван у неколико земаља. Филм је покренуо многе дискусије због свог посебног начина обрађивања тема, и био је хваљен и осуђиван од више филмских критичара и историчара.

## Улоге
| Глумац                  | Улога      |
| ----------------------- | ---------- |
| Паоло Боначели          | Војвода    |
| Алдо Валети             | Председник |
| Ђорђо Каталди           | Бискуп     |
| Умберто Паоло Квинтавле | Судија     |
| Катерина Борато         | Кастели    |
| Елса де Ђорђи           | Маги       |
| Хелена Сургере          | Вакари     |

## Радња филма
Главни актери, четворица представника власти (Војвода, Бискуп, Председник и Судија), уз помоћ фашистичких јединица, хватају групу младих људи и затварају их у раскошну вилу. Слуге им постају бивше проститутке у поодмаклим годинама: проститутка Кастели, проститутка Вакари, и проститутка Маги, које младим затвореницима причају приче из сопственог искуства, па је, на основу тих прича, и сам филм структуиран, односно подељен у целине:
- “Предсобље пакла”
- “Круг опсесија”
- “Круг гована”
- “Круг крви”

Инспирацију за овакву структуру, Пазолини је нашао у “Божанственој комедији” Дантеа Алигерија.
Док проститутке, у својим заносним костимима, причају најгнусније приче из свог сексуалног и пословног живота, жртве (најчешће) седе обнажене, понижене, на поду, све док их неки од главних актера, подстакнут “врелом” причом, не узме и не искористи за “оживљавање” оног што се до малопре само слушало.
Епилог филма управо је и најпотреснији и готово да сличи кулминацији, пре него епилогу: Четворо заповедника одабирају младиће и девојке који нису били апсолутно послушни, те их стражари одводе у оближње двориште и убијају на најгнусније начине. Заповедници, готово индиферентно, посматрају двогледом, из удаљене просторије, тај призор. Згрожена пијанисткиња, која је свирала и радила за њих, уочава призор и извршава самоубиство бацивши се са прозора. За све то време са радија допиру звуци “Carmina Burana” Карла Орфа. Напослетку, двоје младих стражара мењају станицу на радију, пусте веселу песму и весело, па ипак и равнодушно, заплешу. Један упита другог за име његове девојке. “Маргарита”, он одговори.Те завршне сцене, пропраћене само смирујућом музиком, продубљују језу коју сами призори доносе.